# Wojciech Sternak
Wojciech Sternak (ur. 1979 w Warszawie) – polski artysta wizualny, fotograf i kulturoznawca, doktor habilitowany.

## Życiorys
Uzyskał tytuł magistra kulturoznawstwa w Instytucie Kultury Polskiej UW w 2007 oraz tytuł magistra w zakresie technik multimedialnych na Wydziale Mechatroniki PW w 2004. Doktoryzował się w dziedzinie sztuk plastycznych w dyscyplinie artystycznej sztuki piękne na Wydziale Sztuki Mediów ASP w Warszawie w 2014 na podstawie pracy Podróż fotograficzna. Między rzeczywistością a symulakrum, której promotorem był Wojciech Prażmowski.

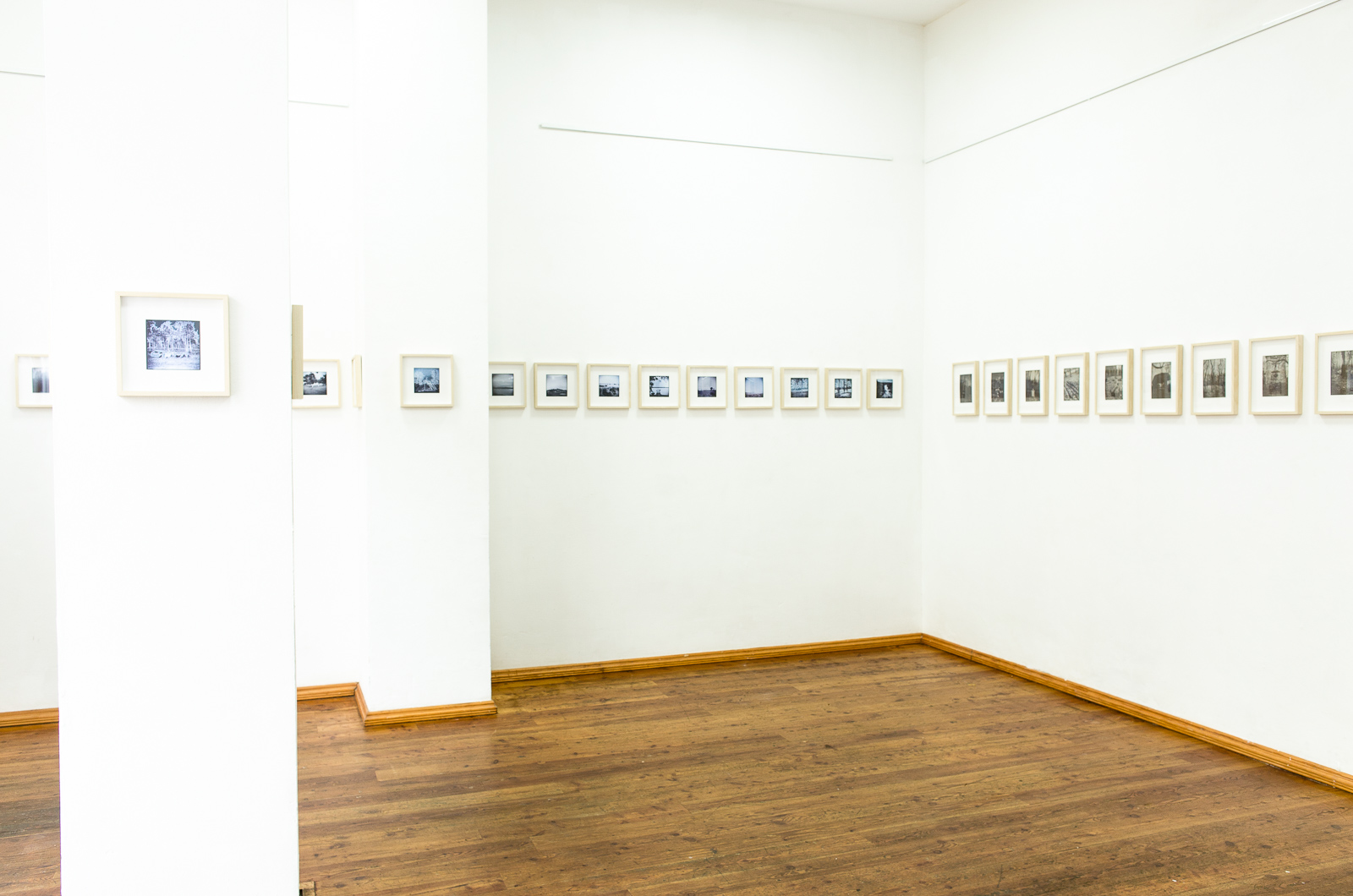
Sieben Wege – wystawa W. Sternaka w galerii ArtEndArt, Berlin

Od 2014 jest wykładowcą w Katedrze Fotografii, Wydział Dziennikarstwa, Informacji i Bibliologii, Uniwersytet Warszawski. W przeszłości prowadził zajęcia również w: Państwowe Liceum Sztuk Plastycznych im. W. Gersona w Warszawie, na kierunku Edukacja Artystyczna; Wydział Humanistyczny UPH; Universidad CEU San Pablo w Madrycie i in. W lipcu 2021 stopień doktora habilitowanego w dziedzinie sztuki w dyscyplinie sztuki plastyczne i konserwacja dzieł sztuki nadała mu Akademia Sztuk Pięknych w Warszawie: podstawą habilitacji był album pt. Siedem dróg.
Jest członkiem Polskiego Towarzystwa Kulturoznawczego od 2015. Od 2016 jest członkiem ZPAF, a w kadencji 2017–2020 był wiceprezesem Okręgu Warszawskiego ZPAF i Dyrektorem Studium Fotografii ZPAF. Od 2019 jest członkiem Naukowego Towarzystwa Fotografii. Jest laureatem m.in. takich konkursów jak: 18. Biennale fotografii w technikach fotograficznych i cyfrowym przetwarzaniu obrazu REMIS (2011), Denis Roussel Award (USA, 2019) oraz Vintage Grand Prix (2019).

## Twórczość
W swojej twórczości artystycznej oraz działalności naukowej zajmuje się przede wszystkim relacją fotografii i podróży: zwłaszcza w kontekście globalizmu, kultury masowej i praktyk artystycznych. Autor i współautor wystaw indywidualnych i zbiorowych. W projektach artystycznych wykorzystuje różnorodne techniki i procesy fotograficzne: od fotografii trójwymiarowej (Granica. Rekonesans wizualny), techniki cyfrowego przetwarzania obraz, po tradycyjną fotografię srebrową i XIX-wieczne techniki alternatywne (technika albuminowa, papier solny, guma dwuchromianowa).

## Wystawy indywidualne
| Tytuł                                               | Miejsce                          | Rok  | Miejscowość        |
| --------------------------------------------------- | -------------------------------- | ---- | ------------------ |
| Uroczysko. Lappland                                 | Galeria Pod Arkadami             | 2023 | Łomża              |
| Dopóki. Wisła. Między rzeczywistością a symulakrum” | Galeria Sztuki Wozownia          | 2021 | Toruń              |
| Uroczysko. Fotografia na manowcach                  | Mała Galeria Fotografii          | 2019 | Toruń              |
| Podwójna droga. Od Baraniej Góry na Hel             | CKiS                             | 2019 | Kalisz             |
| Sieben Wege                                         | ArtEndart                        | 2019 | Berlin             |
| Sedem cest                                          | Univerzitná Knižnica KU          | 2019 | Ružomberk          |
| Trzy drogi                                          | Galeria OKNO                     | 2019 | Słubice            |
| Siedem dróg                                         | galeria KOBRO, ASP               | 2019 | Łódź               |
| Siedem dróg                                         | Katowice Miasto Ogrodów          | 2019 | Katowice           |
| Monte Silenti                                       | Galerie Městské Čítárny          | 2019 | Nachod             |
| Dwie z dróg                                         | Muzeum S. Staszica               | 2019 | Piła               |
| Lappland                                            | Festival Neuer Kunst „Labirynt”  | 2018 | Frankfurt nad Odrą |
| Granica. Rekonesans wizualny                        | Galeria OBOK                     | 2018 | Warszawa           |
| Światowidy i światodrzewa                           | Festiwal Nowej Sztuki „Labirynt” | 2017 | Słubice            |
| Dopóki. Wisła                                       | Galeria Spokojna, ASP            | 2014 | Warszawa           |
| Dopóki. Wisła. Między rzeczywistością a symulakrum. | Państwowe Muzeum Etnograficzne   | 2014 | Warszawa           |
| Czarnobyl. Artefakty obecności                      | Galeria OCK                      | 2012 | Ostrów Wlkp.       |

## Publikacje
- Cień Czarnobyla. Warszawa: Artfolio, 2006, s. 113. ISBN 978-83-923876-0-2
- Siedem dróg. Łódź: ASP w Łodzi, 2019, s.120. ISBN 978-83-66037-28-1